# Verbrechen gegen die Menschlichkeit
Verbrechen gegen die Menschlichkeit ist ein Straftatbestand im Völkerstrafrecht, der durch einen ausgedehnten oder systematischen Angriff gegen eine Zivilbevölkerung gekennzeichnet ist. Erstmals völkervertraglich festgelegt wurde der Tatbestand 1945 im Londoner Statut des für den Nürnberger Prozess gegen die Hauptkriegsverbrecher des NS-Regimes geschaffenen Internationalen Militärgerichtshofs. Die heute wichtigste vertragliche Rechtsquelle ist Artikel 7 des Römischen Statuts des Internationalen Strafgerichtshofs. Die Strafbarkeit von Verbrechen gegen die Menschlichkeit ist daneben auch völkergewohnheitsrechtlich anerkannt. Entsprechende Straftatbestände finden sich in einer Vielzahl nationaler Strafgesetzbücher. Hannah Arendt, Karl Jaspers und andere halten die Übersetzung von „crime against humanity“ für einen Euphemismus und übersetzen die Formulierung als „Verbrechen gegen die Menschheit“.

## Entwicklung des völkerrechtlichen Begriffs
Eine wichtige völkerrechtliche Setzung war die Verurteilung des Völkermordes an den Armeniern im Osmanischen Reich am 24. Mai 1915 in einer Protestnote durch die Triple Entente; England, Frankreich und Russland drohten der jungtürkischen Regierung darin, diese „Verbrechen gegen die Menschheit und gegen die Zivilisation“ würden nach Kriegsende verfolgt werden. Juristisch wurde der Begriff erstmals 1946 zur Ahndung der Kriegsverbrechen bei den Nürnberger und Tokioter Prozessen definiert und benutzt. Dieses Vorgehen war damals umstritten, da nach rechtsstaatlichen Prinzipien eigentlich nur Verbrechen verfolgt werden können, die nach dem Erlass eines entsprechenden Gesetzes begangen werden. Damit soll Willkür bei Strafmaß und Definition des Straftatbestands verhindert werden. Der Hinweis auf das nationalstaatliche Rückwirkungsverbot im Strafrecht greift hier allerdings zu kurz, da das Nürnberger Tribunal sich auf das Völkerrecht bezog und auf bestehende internationale Verträge und Verbindlichkeiten hinwies, die durch das NS-Regime im internationalen Maßstab verletzt oder ignoriert worden waren.
In den Nürnberger Prozessen wie auch in mehreren Verlautbarungen der Vereinten Nationen wurde und wird die Massenvernichtung in Konzentrationslagern als „crime against humanity“ beurteilt. Da die „industrielle Tötung von Menschen“ (Hannah Arendt) sich nicht ausschließlich gegen solche jüdischer Abstammung gerichtet habe, handle es sich nicht durchgehend um Völkermord, sondern um ein Verbrechen gegen die Menschheit.
Seit dem 1. Juli 2002 besteht der Internationale Strafgerichtshof (IStGH) in Den Haag als ständige Institution zur Verfolgung dieser Verbrechen. Der IStGH berücksichtigt den oben genannten Rechtsgrundsatz und darf nur Straftaten verfolgen, die nach dem Inkrafttreten des Römischen Statuts des Internationalen Strafgerichtshofs (1. Juli 2002) begangen wurden.

## Definition der Londoner Charta vom 8. August 1945
„Verbrechen gegen die Menschlichkeit, unter anderem: Mord, ethnische Ausrottung, Versklavung, Deportation und andere unmenschliche Akte gegen die Zivilbevölkerung oder: Verfolgung aufgrund von rassistischen, politischen und religiösen Motiven; unabhängig davon, ob einzelstaatliches Recht verletzt wurde.“

Mit der Londoner Charta verständigten sich die Alliierten auf ein gemeinsames Strafrecht, das ihren jeweiligen nationalen Rechtssystemen übergeordnet war. Sie bildete die juristische Grundlage für die Nürnberger Prozesse gegen die wichtigsten gefangenen NS-Machthaber.

## Definition im Römischen Statut des Internationalen Strafgerichtshofs
Artikel 7 des 2002 in Kraft getretenen Römischen Statuts als Rechtsgrundlage des Internationalen Strafgerichtshofes definiert den Begriff „Verbrechen gegen die Menschlichkeit“ im Einzelnen. Die Vorschrift listet eine Vielzahl einzelner Handlungen (wie etwa vorsätzliche Tötung) auf, die jeweils dann ein Verbrechen gegen die Menschlichkeit darstellen, wenn sie im Zuge eines „ausgedehnten oder systematischen Angriffs gegen die Zivilbevölkerung“ erfolgen. Im Gegensatz zu Kriegsverbrechen können Verbrechen gegen die Menschlichkeit auch außerhalb bewaffneter Konflikte begangen werden. Zudem werden auch Angriffe gegen die eigene Zivilbevölkerung völkerstrafrechtlich erfasst. Der Tatbestand der Verbrechen gegen die Menschlichkeit ist weiter gefasst als der Tatbestand des Völkermordes. Während Völkermord den Willen zur Zerstörung bestimmter abschließend aufgezählter Gruppen (nationale, ethnische, rassische und religiöse Gruppen) voraussetzt, können Verbrechen gegen die Menschlichkeit gegen jede Zivilbevölkerung begangen werden. In subjektiver Hinsicht ist erforderlich, dass ein Täter bezüglich der einzelnen Tathandlung vorsätzlich sowie in Kenntnis des systematischen Angriffs gegen die Zivilbevölkerung handelt.

## Strafbarkeit nach nationalem Recht

### Deutsches Recht

Für die Deutsche Demokratische Republik geltende völkerrechtliche Regeln der Kriegsführung – K 010-3-004 – Ministerrat der Deutschen Demokratischen Republik – Ministerium für Nationale Verteidigung – Lit.116-83 – StGB § 91 DDR

Im deutschen Strafrecht sind Verbrechen gegen die Menschlichkeit nach § 7 Völkerstrafgesetzbuch (VStGB) überall sowie durch jeden und an jedem strafbar (Weltrechtsprinzip, siehe § 1 VStGB). Die Anwendung wird durch die Ausprägung des Opportunitätsprinzips in § 153f Strafprozessordnung (StPO) wesentlich eingeschränkt. Insbesondere kann hiernach von einer Verfolgung abgesehen werden, wenn die Verbrechen gegen die Menschlichkeit „vor einem internationalen Gerichtshof oder durch einen Staat, auf dessen Gebiet die Tat begangen wurde, dessen Angehöriger der Tat verdächtig ist oder dessen Angehöriger durch die Tat verletzt wurde, verfolgt werden“.

### Frankreich
Im französischen Strafrecht existierte der Begriff der Verbrechen gegen die Menschlichkeit (französisch Crimes contre l’humanité) bis in die 1960er Jahre nicht. Dies änderte sich erst am 26. Dezember 1964 durch ein Gesetz, das die Unverjährbarkeit von Verbrechen gegen die Menschlichkeit erklärte. Es bestand nur aus einem einzigen Artikel und berief sich zur Definition des Begriffs auf die Londoner Charta von 1945. Kriegsverbrechen als solche waren von dem Artikel nicht erfasst.
Erst seit dem Inkrafttreten eines 1992 verabschiedeten neuen Strafgesetzbuches am 1. März 1994 definiert das französische Recht selbst den Begriff der Verbrechen gegen die Menschlichkeit. Seither bilden die Tatbestände, die Frankreich als Verbrechen gegen die Menschlichkeit wertet, den Beginn der Liste der Verbrechen im französischen StGB, dem Code pénal (Artikel 211-1 und folgende). Angeführt wird diese Liste vom Genozid, der ausdrücklich von „anderen Verbrechen gegen die Menschlichkeit“ abgegrenzt wird. Zu diesen wurden zum ersten Mal auch ausdrücklich Verbrechen gegen Angehörige von Widerstandsgruppen wie der französischen Résistance gezählt. Zudem verlangt das französische Recht das Vorhandensein eines konzertierten Plans, in dessen Rahmen eine Tat begangen worden sein muss, um als Verbrechen gegen die Menschlichkeit zu gelten; dieser Aspekt spielte in der Londoner Definition von 1945 nur eine untergeordnete Rolle.
2001 verabschiedete das französische Parlament (Nationalversammlung) ein Gesetz namens loi Taubira, in dem Sklavenhandel und Sklaverei als Verbrechen gegen die Menschlichkeit anerkannt wurden. Berichterstatterin für das Gesetz war die spätere Justizministerin Christiane Taubira.

### Schweiz
Verbrechen gegen die Menschlichkeit bilden als solche seit dem 1. Januar 2011 in der Schweiz einen eigenen Straftatbestand (Art. 264a StGB). Obgleich während der damals gelten Rechtslage die meisten Verbrechen, die nach der Schaffung von Art. 264a als Verbrechen gegen die Menschlichkeit gelten, schon strafbar gewesen sind, habe das Element des «ausgedehnten oder systematischen Angriffs gegen die Zivilbevölkerung» (Art. 264a Abs. 1 StGB) gefehlt, wie es Art. 7 des Römischen Statutes kennt – so der Bundesrat. Dieses Element sei von zentraler Bedeutung und bilde den Kern der Strafnorm, da es den «außerordentlichen Unrechtsgehalt des Verbrechens» verdeutliche. Um allfällige Lücken im Schweizer Recht schließen zu können, wurde Art. 264a geschaffen, der insgesamt zehn Straftatbestände nennt. Diese sind:
- Vorsätzliche Tötung
- Ausrottung
- Versklavung
- Freiheitsberaubung
- Verschwindenlassen von Personen
- Folter
- Verletzung der sexuellen Selbstbestimmung
- Vertreibung oder zwangsweise Überführung
- Verfolgung und Apartheid
- Andere unmenschliche Handlungen[6]

Verbrechen gegen die Menschlichkeit können von jedermann begangen werden; die Zugehörigkeit zu einer Staatsgewalt ist nicht erforderlich. Wie das Verbrechen des Völkermordes sind die Verbrechen gegen die Menschlichkeit sowohl in Friedenszeiten als auch im internationalen oder innerstaatlichen bewaffneten Konflikt strafbar. In einzelnen Fällen sind Überlappungen mit anderen Delikten möglich, so zum Beispiel bei Ausrottung (Art. 264a StGB), zumal Ausrottung auch unter Völkermord (Art. 264 StGB) fallen kann. Das ist dann der Fall, wenn mit ihr die Vernichtung einer bestimmten Gruppe (ethnisch, religiös etc.) beabsichtigt wird. Kann dem Täter eine völkermordsspezifische Vernichtungsabsicht nicht nachgewiesen werden, so schließt das die Verurteilung wegen eines Verbrechens gegen die Menschlichkeit nicht aus. Der Angriff gegen die Zivilbevölkerung ist nicht an einen Angriff im Sinne des Kriegsvölkerrechts geknüpft und setzt somit keine Gewaltanwendung voraus. Der Tatbestand des Verbrechens gegen die Menschlichkeit kann ebenfalls durch absichtliches Nichtverhindern (Duldung) der Begehung der einzelnen Verbrechen gegen die Menschlichkeit erfüllt sein.
Wenn ein Verbrechen gegen die Menschlichkeit begangen wird, beträgt die Mindeststrafe grundsätzlich nicht weniger als fünf Jahre; es werden fünf bis zwanzig Jahre vorgeschlagen. Bei besonderer Schwere der Tat – namentlich, wenn viele Menschen zum Opfer gefallen sind oder der Täter mit besonderer Grausamkeit agiert – kann ebenso eine lebenslängliche Freiheitsstrafe verhängt werden. Andererseits kann das Strafminimum bei einem Jahr liegen, wenn ein minderer Fall vorliegt. Eine Freiheitsstrafe von einem Jahr ist jedoch bei den Delikten «vorsätzliche Tötung» sowie «Ausrottung» ausgeschlossen, da hier mindere Umstände nicht möglich sind.
In der Schweiz kommt das sogenannte monistische System zur Anwendung. Das bedeutet, dass Völkerrecht und Landesrecht ein einheitliches System bilden und dass Normen des Völkerrechts keiner Übertragung ins Landesrecht bedürfen. Trotzdem war die Konkretisierung im Landesrecht notwendig, weil die Normen von Art. 6 bis Art. 8 des Römisches Statuts sich an den Internationalen Strafgerichtshof richten, nicht aber direkt an die Vertragsstaaten, und sie somit nicht direkt anwendbar sind. Die Mitgliedstaaten sind nicht verpflichtet, überhaupt gesetzgeberisch tätig zu werden. Die Verbindlichkeit für die Mitgliedstaaten ergibt sich nur indirekt aus dem Risiko, bei ungenügenden Gesetzesgrundlagen die Verfahrenshoheit an den IStGH zu verlieren.

## Abgrenzung
„Verbrechen gegen die Menschlichkeit“, „Kriegsverbrechen“, „Völkermord“ und „Holocaust“ werden häufig fälschlicherweise als Synonyme verwendet. Bei den ersten drei Begriffen handelt es sich um Rechtsbegriffe, die zugleich wissenschaftliche Kategorien sind.
- „Verbrechen gegen die Menschlichkeit“ sind breit angelegte oder systematische Übergriffe auf die Zivilbevölkerung. Im Völkerrecht stellen sie einen Oberbegriff dar, unter den sowohl „Kriegsverbrechen“, „Verbrechen gegen den Frieden“ als auch „Völkermord“ fallen.
- Kriegsverbrechen sind kriminelle Handlungen, die während eines bewaffneten Konflikts begangen werden und die vor allem gegen die Genfer Konventionen verstoßen.
- Als Völkermord wird die koordinierte und geplante Vernichtung einer Gruppe von Menschen bezeichnet, wobei diese „Gruppe“ von den Tätern definiert wird.
- Als Holocaust wird das Vorhaben der Nationalsozialisten im Zweiten Weltkrieg bezeichnet, alle europäischen Juden zu ermorden.

## Zur Terminologie: „Verbrechen gegen die Menschlichkeit“ oder „… gegen die Menschheit“?
Der englische Begriff humanity kann sowohl mit Menschlichkeit als auch mit Menschheit übersetzt werden. Neben anderen Kritikern hielten Karl Jaspers und Hannah Arendt die offizielle und übliche Übersetzung Verbrechen gegen die Menschlichkeit für einen Euphemismus und sprachen von Verbrechen gegen die Menschheit. Arendt schrieb dazu in ihrem Buch über den Eichmann-Prozess 1963:

„Das den Nürnberger Prozessen zugrunde liegende Londoner Statut hat […] die ‚Verbrechen gegen die Menschheit‘ als ‚unmenschliche Handlungen‘ definiert, woraus dann in der deutschen Übersetzung die bekannten ‚Verbrechen gegen die Menschlichkeit‘ geworden sind; als hätten es die Nazis lediglich an ‚Menschlichkeit‘ fehlen lassen, als sie Millionen in die Gaskammern schickten, wahrhaftig das Understatement des Jahrhunderts.“